# Emma White
Emma White (Duanesburg, 23 de agosto de 1997) é uma desportista estadounidense que compete no ciclismo nas modalidades de pista e rota.
Ganhou uma medalha de ouro no Campeonato Mundial de Ciclismo em Pista de 2020, na prova de perseguição por equipas.

## Medalheiro internacional
| Campeonato Mundial | Campeonato Mundial | Campeonato Mundial | Campeonato Mundial      |
| Ano                | Lugar              | Medalha            | Competição              |
| ------------------ | ------------------ | ------------------ | ----------------------- |
| 2020               | Berlim ( Alemanha) | Medalha de ouro    | Perseguição por equipas |

## Palmarés
- 2017
  - 1 etapa do Tour de Gila

- 2018
  - 1 etapa do Tour de Gila[2]
  - 3.ª no Campeonato dos Estados Unidos Contrarrelógio 
  - 3.ª no Campeonato dos Estados Unidos em Estrada

- 2019
  - 3.ª no Campeonato dos Estados Unidos em Estrada